# 封神第一部：朝歌风云
《封神第一部：朝歌风云》（或簡稱《封神第一部》），是2023年上映的中国奇幻史詩電影，也是系列电影“封神三部曲”的第一部。本片改编自16世纪的中国古典神话小说《封神演义》（前三十三回与第三十七回）和话本《武王伐纣平话》。由、陈牧驰、費翔、娜然、黄渤、李雪健、此沙、武亚凡、夏雨、袁泉、王洛勇、侯雯元、黄曦彦、李昀锐、杨玏及陈坤等主演，乌尔善執導，巴里·M·奥斯本制作顾问，冉平、冉甲男、乌尔善和曹升編劇，葉錦添美术指导、李云中概念设计、四季特效化妆总监、道格拉斯·史密斯视效总监、蒙柯卓兰音乐总监。
“封神三部曲”由《封神第一部：朝歌风云》和另外两部续作組成，以背靠背的方式製作，是规模宏大的神话史诗类题材电影项目。系列三部曲第一部于2023年7月20日在中国大陆上映。早前报道称第二、三部计划于2024年、2025年暑期上映，但尚未确定。第一部作品揭开原著故事的序幕，主要讲述：商王殷寿与狐妖苏妲己勾结，暴虐无道，引发“天谴”。昆仑仙人姜子牙携“封神榜”下山，寻找“天下共主”，以救苍生。西伯侯之子姬发逐渐发现了殷寿的本来面目，反出朝歌。各方势力暗流涌动，风云变幻端倪初显。
《封神第一部：朝歌风云》于2023年7月15日至19日在中国大陆特效厅（IMAX2D、杜比视界、CiNiTY、中国巨幕）点映，2023年7月20日在中国大陆正式公映。2023年8月4日幕后纪录片《封神之路》在bilibili官方网站正式上线。續集《封神第二部：戰火西岐》定於2025年乙巳蛇年大年初一（1月29日）上映。

## 剧情
商王殷寿与狐妖妲己勾结，暴虐无道，引发天谴。昆仑仙人姜子牙携“封神榜”下山，寻找天下共主，以救苍生。西伯侯之子姬发逐渐发现殷寿的本来面目，反出朝歌。
太古之时，一片混沌，盘古开天辟地，身体化为了日月山川，世界因此造就。女娲娘娘抟土造人，以元气赐予泥人生命，人类由此诞生。女娲离世前留下一件宝物，名曰封神榜，交由昆仑仙人守护，此物有回天之灵，唯有天下共主，方可开启。人类由此诞生。封神榜为上古至宝，可以解除天谴，拯救苍生，更有神兽龙须虎守护。三千多年前人、仙、妖三界共存，近来昆仑仙境、人间异象频生。昆仑仙人姜子牙遂主动请缨，奉太上元始天尊之命，随同师侄哪吒、杨戬，下山寻找天下共主。
因冀州侯苏护永不朝商，商王帝乙派遣其次子殷寿率领质子旅姬发与殷郊等人攻打冀州侯苏护，冰天雪地之中，冀州城破，姬发杀死苏护之子苏全忠，苏护不敌，被殷寿枭首，苏护之女苏妲己目睹其父兄之惨死，为保贞洁，悲痛自尽身亡。殷寿流出鲜血，意外解开轩辕坟九尾妖狐封印，九尾妖狐以寒冰之魄，突破封印，附身于苏妲己尸身。
殷寿凯旋回朝歌，将苏护人头献给商王帝乙，将妲己献给兄长——当朝太子殷启。庆功宴上，九尾狐附身殷启，以妖术蛊惑，殷启魔性大发，弑君犯上，当场杀死了帝乙 ，后更欲将杀害殷寿，被质子旅团团围住，质子之一的姬发试图阻止殷启，却不幸误杀殷启。随后，殷寿称自己“虽无称王之心，但‘国不可一日无君’”从而顺利登基，成为商朝国君“帝辛”，并赦免了误杀太子的姬发。登基仪式上，身为国舅的大司命比干亲自卜卦问兆，不料却算出天谴将至，唯有商王仿效成汤先祖自焚祭天，才可救殷商王朝。殷寿遂命太子殷郊监工修建祭天台，并召四大伯侯进宫。当晚姜王后教殷郊弹琴，殷郊回府之时，在路上遇九尾妖狐吃宫女，一路追妖狐到殷寿寝宫，殷寿大怒，殷郊竟然发现真相，欲杀苏妲己，被殷寿阻止。
姜子牙、哪吒、杨戬到人间，遇朝歌抓捕奴隶修建祭天台，被朝歌将士当成奴隶一并带到祭天台工地。哪吒、杨戬大闹祭天台，此时殷郊与姬发听到打斗声前来，姜子牙对其说明了来意——欲向天下共主，献上至宝“封神榜”。
随后，姬发与殷郊将姜子牙、哪吒、杨戬三人带入龙德殿觐见殷寿。此时金鳌岛术士申公豹，正向殷寿展示断头不死之术。稍后，姜子牙向殷寿进献封神榜，不料却发现殷寿内心邪恶，并非天下共主，真命天子另有其人！姜子牙最终带着封神榜逃离了朝歌，商王殷寿下令必须夺回封神榜！姬发、殷郊一路追去，关键时刻，姬发弃暗投明，将封神榜扔下，并未带回朝歌。西伯侯姬昌于雷雨之际，在路边捡到雷震子。并被姜子牙遇到，哪吒遂将雷震子带回昆仑。
四大伯侯于女娲庙汇合，商讨此次进宫事宜，恐怕凶多吉少，其中鄂崇禹更提议起兵造反。后四伯侯入宫，商王殷寿随即诬陷四伯侯，令其子杀之并取而代之，成事者即袭其爵位封国。最终，崇应彪杀崇侯虎，姜桓楚在姜文焕剑下自杀，不肯下手的鄂顺被殷寿斩杀，其父鄂崇禹则被大殿侍卫斩杀。唯有姬发的缓兵之计使其父姬昌暂时逃过一劫，但姬昌被殷寿关入大牢。长子伯邑考为尽孝道，孤身前往朝歌城，最终为救父蒙难而死。
姜王后闻东伯侯姜桓楚遇难，悲痛欲绝，求殷寿赐死，后被妲己所害。王叔比干赤胆忠心，得知妖妃苏妲己乱国，欲致其于死地，却不料被利欲熏心的殷寿阻止，更妄图借助妖狐之力长生不老。比干不惜其“七窍玲珑心”，亲手挖出并命妲己服下，并请求殷寿在妲己现出原形后杀之。服下“七窍玲珑心”后的妲己果真现出九尾妖狐真身，然而殷寿却一悔其言，认为九尾妖狐是祥瑞，能助其成为天下共主。比干遗恨千古，以身殉国。其后，殷寿纵火焚毁宗庙社稷，更竟在列祖列宗灵位之前，与妲己行云雨之事！其荒淫无道之举，罄竹难书！
太子殷郊因多次欲杀妲己，被殷寿拿下，处以极刑，行刑之际，姬发、姜子牙欲救出殷郊，然而却晚来一步，崇应彪将殷郊斩首示众。随后哪吒将殷郊尸体带回昆仑，而姬发与殷寿进行生死对决，最终姬发成功杀死殷寿，并得到姜文焕协助，举兵反商逃出朝歌。此时申公豹施展移魂符法术，召唤饕餮追杀姜子牙。姬发救出姜子牙，并与其互换身份，引诱申公豹，姬发遂射杀饕餮，纵身跃下黄河渡口。另一边，雷震子翱翔于九霄之上，展风雷二翅，在孟津渡口之上救出西伯侯姬昌，保护其回到西岐。姬发一路上历经重重困难，千山万水，最终返乡归故里，与姬昌父子齐相聚，两人四目相对，热泪盈眶，千言万语，诉说不尽万千思念。
此刻，成汤江山岌岌可危，天谴降临，妖乱国殇。九尾妖狐牺牲千年修为，复活殷寿，闻太师率魔家四将还朝，姜太公钓鱼，凤鸣于岐山，封神大战，一觸即發。

## 演員
| 演員          | 角色         | 备注                                   |
|               | 姬发         | 旁白                                   |
| 陈牧驰        | 殷郊         |                                        |
| 费翔          | 殷寿         |                                        |
| 娜然          | 苏妲己       |                                        |
| 黄渤          | 姜子牙       |                                        |
| 此沙          | 杨戬         |                                        |
| 武亚凡        | 哪吒         |                                        |
| 李雪健        | 姬昌         |                                        |
| 夏雨          | 申公豹       |                                        |
| 袁泉          | 姜王后       |                                        |
| 王洛勇        | 比干         |                                        |
| 侯雯元        | 崇应彪       |                                        |
| 黄曦彦        | 姜文焕       |                                        |
| 李昀锐        | 鄂顺         |                                        |
| 杨玏          | 伯邑考       |                                        |
| 陈坤          | 元始天尊     |                                        |
| 杨立新        | 姜桓楚       |                                        |
| 丁勇岱        | 鄂崇禹       |                                        |
| 高冬平        | 崇侯虎       |                                        |
| 冯绍峰        | 太乙真人     |                                        |
| 许还山        | 帝乙         |                                        |
| 高曙光        | 殷启         |                                        |
| 徐冲          | 苏护         |                                        |
| 阿仁          | 苏全忠       |                                        |
| 姜宝成        | 郑伦         |                                        |
| 杨添皓        | 赤精子       |                                        |
| 李泽宇        | 广成子       |                                        |
| 俞颖          | 慈航道人     |                                        |
| 宋宁峰        | 黄龙道人     |                                        |
| 夏晨旭        | 玉鼎真人     |                                        |
| 吴超          | 灵宝大法师   |                                        |
| 杨大鹏        | 惧留孙       |                                        |
| 赵磊          | 普贤真人     |                                        |
| 张振煊        | 文殊广法天尊 |                                        |
| 文波          | 道行天尊     |                                        |
| 宋渡宇        | 清虚道德真君 |                                        |
| 不适用        | 雷震子       | 数字特效生物，韩鹏翼担任动作捕捉演员。 |
| 春晓          | 云霄娘娘     | 仅以旁白出现，形象未登场               |
| 其勒木格      | 琼霄娘娘     | 仅以旁白出现，形象未登场               |
| 张雪菡        | 碧霄娘娘     | 仅以旁白出现，形象未登场               |
| 吳興國        | 聞仲         | 在片尾彩蛋片段“闻太师回朝”登场         |
| 僧格仁钦      | 魔礼青       | 在片尾彩蛋片段“闻太师回朝”登场         |
| 张艺泷        | 魔礼海       | 在片尾彩蛋片段“闻太师回朝”登场         |
| 孙煌辰        | 魔礼红       | 在片尾彩蛋片段“闻太师回朝”登场         |
| 艾力江·库尔班 | 魔礼寿       | 在片尾彩蛋片段“闻太师回朝”登场         |
| 那尔那茜      | 邓婵玉       | 在片尾彩蛋片段“闻太师回朝”登场         |

## 改编
| 电影情节桥段          | 原著中的回數 |
| --------------------- | ------------ |
| 1. 攻打冀州城         | 2-3          |
| 2. 軒轅墳狐妖         | 4            |
| 3. 血溅庆功宴         | 影片原创情节 |
| 4. 天谴现朝歌         | 影片原创情节 |
| 5. 姜子牙下山         | 15、37       |
| 6. 大闹祭天台         | 影片原创情节 |
| 7. 姜子牙献宝         | 影片原创情节 |
| 8. 申公豹断头         | 37           |
| 9. 殷郊追狐妖         | 6、25        |
| 10. 西伯侯得子        | 10           |
| 11. 女娲庙会面        | 10           |
| 12. 四伯侯入宫        | 10-11        |
| 13. 质子旅弑父        | 影片原创情节 |
| 14. 伯邑考救父        | 19           |
| 15. 西伯侯食子        | 20           |
| 16. 姜王后遇害        | 7-8          |
| 17. 比王叔挖心        | 26-27        |
| 18. 午门斩殷郊        | 9            |
| 19. 雷震子救父        | 21-22        |
| 20. 姬发反朝歌        | 30-33        |
| 片尾彩蛋1：殷寿王复活 | 影片原创情节 |
| 片尾彩蛋2：姜太公钓鱼 | 24           |
| 片尾彩蛋3：闻太师回朝 | 27           |

## 製作

### 發展
《封神第一部：朝歌风云》改編自知名的明朝小说《封神演义》和元朝话本《武王伐纣平话》，是由導演乌尔善籌備多年的電影项目。乌尔善從小對其故事深深著迷，並於2001年時就有想將其拍成電影的想法；直到2012年才對外透露該計劃，之後又花了許多時間來構想改编思路及创作方向。且其執導的《畫皮II》（2012年）和《寻龙诀》（2015年）對他而言則是對奇幻題材的「練手作」。該片於2014年进入了剧本策划阶段。2016年5月，據悉乌尔善的下一部作品將是被認為難產的《封神演义》，而非名為《聊斋之神龙后人》的新片，但仍未獲得證實。直到2016年12月，該計劃才正式啟動。

### 前期製作
2016年12月，該計劃正式啟動的同時也對外發出导演组助理的招聘啟示，且據悉該片從前期製作到拍攝需花上三年多的時間；對此，乌尔善曾說：「质量等于工作量，汗水不会背叛你。」他也有意將《封神》發展成系列電影。
2017年2月，香港製片人江志强加入监制该片，同時《封神》也對外發布男女主演的海選公告，其中包含演員的多張资料照片及自薦影片。5月，該片在北京举行发布会，三部《封神》電影將預計花費十年的時間來打造，將於2020年至2022年间陸續在中國發行。《封神》的幕後團隊以中外專業人士所組成，亦包括了《魔戒》電影三部曲的著名好萊塢製片人巴里·M·奥斯本，他將以製片顧問的身份參與其中，而中方的製片人除了江志强外還加入了北京文化董事副总裁杜揚共同擔任監製，且將該片拍成三部曲的構想是由江志强所提出。和導演李安合作數次的編劇夏慕斯及《霸王别姬》（1993年）的編劇蘆葦将联手出任剧本顾问。而视觉团队則是由美术指导葉錦添、概念设计师李云中、末那众合电影特效工作室特效化妆总监四季、视效总监道格拉斯·史密斯及摄影指导王昱所組成。
乌尔善除了和葉錦添和史密斯組成的美术团队共同走访了河南、陕西、山西等地的多間博物馆和宫观古迹外，還數次前往美國和紐西蘭考察著名的特效公司光影魔幻工業及維塔工作室，同時也與奥斯本、導演彼得·傑克逊、《駭客任務》三部曲的製片人希爾進行交流。2017年6月，官方發布了一支名為「启范之旅」的短片，以記錄了該片從《封神演义》到《封神第一部：朝歌风云》的誕生歷程。
該片全程會在中國大陆拍攝，且劇組還將一次性將三部電影拍完，被視為是「中國版的《魔戒》」。奥斯本在受訪時透露，江志强安排他與乌尔善、杜扬等人在洛杉矶見面，並在那次的午餐中談論了關於電影的各方問題；他也表示，《封神演义》的故事富有戲劇性，就和同是奇幻故事的《魔戒》令他著迷。
《封神》的三部電影總投資高達30億人民幣，但這引起了外界的質疑；對此，杜扬和出品人宋戈表示，該片投資的70%以上都會用於製作上，就如同投资5亿美元的《阿凡達》（2009年）一樣。2018年2月，剧组入驻青岛东方影都影视产业园。2018年3月，劇組於青島灵山湾舉行了主場景「朝歌城」的開工奠基儀式，其場景占地800亩土地、3万平方公尺的攝影棚。

### 選角
《封神第一部：朝歌风云》的演員雖然大多是以面向全球來招募新面孔演員，但乌尔善非常希望全都採用会说普通话的华人演员。乌尔善曾表示該片是拍給「2020年的年轻观众」，希望能受到現代年輕人喜愛，但《封神第一部：朝歌风云》仍使用海選的方式來找演員，而非使用當紅的流量明星。在於2018年年初結束海選後，選出的演員們還得進行為期六個多月的訓練，除了演技外還要學習武術、馬術、搏擊及中國傳統文化知識等。候選演員從1.5萬人中甄選出1400人由乌尔善親自面試，最後選出二十多人進入「封神演藝訓練營」受訓。
2018年4月，在電影前製籌備期間，乌尔善分别与黄渤、陈坤合照，這引起網友對兩人加入演出的猜想。11月2日，紀錄著被稱為「質子旅」的年輕演員們訓練的紀錄片釋出，他們在兩百四十多天中都進行著各項艱苦的訓練。
- 哪吒的饰演者武亚凡是剧组从河南一所武术学校找来的。武亚凡从小练武，刚来剧组时年仅11岁，又黑又瘦。于是，整个剧组就对武亚凡进行特殊照顾，经过一年的训练与拍摄，武亚凡如今又胖又高，武亚凡承担了片中大量的动作戏份，导演乌尔善以背靠背的方式拍摄电影，除了资金成本考虑，还有一个就是因为儿童演员处在发育阶段，其中武亚凡需要保持哪吒的童真形象。
- 杨戬的饰演者此沙在封神演艺训练营近一年的打磨后脱颖而出，由于导演乌尔善希望杨戬是一个仙风道骨的形象，所以要求此沙手抄《道德经》，并培养绿植、爬山，以寻求杨戬作为仙人，仙风道骨的神韵与灵感。
- 姬昌的饰演者李雪健患有鼻咽癌，听力也出现了问题，为此平时都会配戴助听器。但是拍戏的时候为了避免穿帮只能摘掉，通过看对方的嘴型来表达自己的台词，这也是为什么影片中姬昌音色嘶哑的原因。
- 为了还原上古时代神话中蛮荒神秘的感觉，剧组拍摄用到了实景拍摄和实景搭建的方式，还派出了一个专门的外景美术小组，花了一年多的时间，在中国的各个比较人迹罕至的地方，参考了西藏墨脱、林芝的地貌地表，去寻找原始自然的区域，呈现电影质感。在实景搭建方面，剧组在青岛东方影都还原了一片森林。

### 拍攝
主要拍攝於2018年9月5日在青島正式開機，預估拍攝為期十八個月。剧组使用了青岛东方影都1万平方米、6千平方米等10个大型单体摄影棚，在临时外景地搭建马场，还在藏马山的青岛影视外景地置景。2019年2月，第一部電影已完成拍攝及初剪。

### 特效
特效制作公司包括：末那众合电影特效工作室负责影片数字生物概念设计、以及特效妆造道具制作等工作；MYTH IMAGE 魅思映像（上海魅思电影科技有限公司）负责影片全流程视频技术管理、剪辑工程、预览制作、视效制作等项目工作。2021年2月18日，MYTHIMAGE-魅思映像发布了《封神第一部：朝歌风云》15秒先导预告片数字角色与生物视效解析。2023年8月3日，末那众合电影特效工作室发布了《封神第二部：戰火西岐》魔家四将特效化妆揭秘与视效解析。

### 原声带
该电影的配乐由原创配乐由著名作曲家高迪·哈博创作，剧情内配乐由蒙柯卓兰创作。《封神第一部：朝歌风云》的音乐具有恢弘磅礴的史诗气质和细腻浪漫的情感表达。运用中国古代乐器和现代交响乐队的结合，营造出三千年前中国上古世界的神秘氛围。2023年7月21日影视原声带于网易云音乐、QQ音乐、酷狗音乐、酷我音乐、华为音乐正式上线。
| 曲序 | 曲目             | 作曲            |
| ---- | ---------------- | --------------- |
| 1.   | 弃子             | 高迪·哈博       |
| 2.   | 踏平冀州         | 高迪·哈博       |
| 3.   | 末世冥想         | 高迪·哈博       |
| 4.   | 故乡             | 高迪·哈博       |
| 5.   | 狐妖附体         | 高迪·哈博       |
| 6.   | 全天下的王       | 高迪·哈博       |
| 7.   | 封神榜现世       | 高迪·哈博       |
| 8.   | 金鳌岛           | 高迪·哈博       |
| 9.   | 主帅的仁慈       | 高迪·哈博       |
| 10.  | 西岐             | 高迪·哈博       |
| 11.  | 天谴异象         | 高迪·哈博       |
| 12.  | 祭天台           | 高迪·哈博       |
| 13.  | 献宝             | 高迪·哈博       |
| 14.  | 道友，请留步     | 高迪·哈博       |
| 15.  | 雷震子           | 高迪·哈博       |
| 16.  | 父子对峙         | 高迪·哈博       |
| 17.  | 你是谁，才重要   | 高迪·哈博       |
| 18.  | 追狐妖           | 高迪·哈博       |
| 19.  | 真相             | 高迪·哈博       |
| 20.  | 追杀狐妖         | 高迪·哈博       |
| 21.  | 兄弟相见         | 高迪·哈博       |
| 22.  | 我有罪           | 高迪·哈博       |
| 23.  | 杀出朝歌         | 高迪·哈博       |
| 24.  | 最后之役         | 高迪·哈博       |
| 25.  | 回家（主题音乐） | 高迪·哈博       |
| 26.  | 凯旋乐           | 蒙柯卓兰        |
| 27.  | 战舞             | 蒙柯卓兰        |
| 28.  | 登基大典         | 蒙柯卓兰        |
| 29.  | 鹿台宴饮乐       | 蒙柯卓兰        |
| 30.  | 行刑鼓乐         | 蒙柯卓兰        |
| 31.  | 少年赋（伴奏）   | 高迪·哈博、田汨 |
| 32.  | 回归（伴奏）     | 高迪·哈博、田汨 |

### 歌曲
| 曲別   | 歌名   | 演唱者 | 作詞         | 作曲            | 編曲 |
| 主題曲 | 回归   | 朱哲琴 | 朱哲琴、曹升 | 高迪·哈博、田汨 | 田汨 |
| 片尾曲 | 少年赋 | 阿云嘎 | 曹升         | 高迪·哈博、田汨 | 田汨 |

## 发行
由于疫情等因素的影响，影片在2020年进入后期制作后一直没有宣布上映日期。2023年4月中旬，《封神第一部：朝歌风云》终于定档2023年暑期于7月20日正式上映，猫眼显示片长152分钟，将以激光IMAX3D、杜比视界、CiNiTY高影格速率、中国巨幕和普通3D等版本发行。

### 宣传
2023年6月20日起，片方发布“封神榜现世”、“质子出征”、“人间之乱”、“封神在即”4个预告片，并公布了“神话成真”、“音乐歌舞”、“马术动作”、“服装道具”、“美术场景”、“视效”、“特效化妆”、“摄影灯光机械”、“特殊道具”、“大国工匠”9个主题特辑的幕后制作花絮。2023年7月26日，片方公布了电影中“末世幻象”正片片段。2023年7月28日，片方发布“游子归家”后告片。2023年7月29日，片方发布幕后纪录片《新人演艺训练营》。2023年8月4日，片方发布大型纪录片《封神之路》。
片方自2023年7月10日举办第一场首映礼开始，先后赴全国29个城市举行路演活动，每个城市5-7场。8月14日，最后一站路演在呼和浩特举行。

### 票房
中国大陆获得两周票房冠军，总票房为26.34亿人民币，位居年度第五位。
| 上一届： 《长安三万里》 | 2023年中國內地一周票房冠軍 第30-31週 | 下一届： 《孤注一掷》 |

### 评价
《封神第一部：朝歌风云》自点映以来广受好评，口碑不断上升，不少观众称赞该影片是目前最好的中国神话史诗电影。目前影片猫眼购票评分9.4分，豆瓣评分7.9分，被收录于“豆瓣2023评分最高华语电影”。中国大陆官媒《人民日报》旗下网站人民网也对影片的艺术表现力提出肯定与赞赏，认为影片是颇具现代意识的中国奇幻电影，人民网评论：
|  | 《封神第一部》影片最具突破之处，在于显著的史诗品格。影片的史诗呈现，有赖于坚实的技术作为支撑。在审美与技术的双重加持下，雄健的身体、肃穆的建筑、狞厉的器物、浩大的出征等共同营造出一种富有古典意味的美学质感。 |

|  | 《封神第一部》对于古老传说的改写，颇具现代意识。影片表现的核心议题仍是中国传统的父子、夫妻、兄弟、君臣等人伦关系，姬发等质子们身处代父纣王与生父之间，其弑父与尊父的双重冲动，切中了传统历史中父为子纲、家国同构的深层密码。而姬昌在狱中点拨执迷不悟的姬发“你是谁的儿子不重要，你是谁才重要”，正是影片化古为新的题旨：以父之名，呼唤现代个体觉醒。 |

## 奖项
| 年份 | 颁奖典礼                             | 奖项                   | 入围者                                        | 结果 |
| ---- | ------------------------------------ | ---------------------- | --------------------------------------------- | ---- |
| 2023 | 第18届中国长春电影节金鹿獎           | 最佳影片               | 《封神第一部：朝歌風雲》                      | 提名 |
| 2023 | 第18届中国长春电影节金鹿獎           | 评委会大奖             | 《封神第一部：朝歌風雲》                      | 提名 |
| 2023 | 第18届中国长春电影节金鹿獎           | 最佳导演               | 乌尔善                                        | 提名 |
| 2023 | 第18届中国长春电影节金鹿獎           | 最佳摄影               | 王昱                                          | 提名 |
| 2023 | 第18届中国长春电影节金鹿獎           | 最佳音乐               | 蒙柯卓兰                                      | 提名 |
| 2023 | 第18届中国长春电影节金鹿獎           | 最佳剪辑               | 黄烁、张嘉辉、杜媛                            | 獲獎 |
| 2023 | 第36屆中國電影金雞獎                 | 最佳故事片             | 《封神第一部：朝歌風雲》                      | 獲獎 |
| 2023 | 第36屆中國電影金雞獎                 | 最佳编剧               | 冉平、冉甲男、烏爾善、曹升                    | 提名 |
| 2023 | 第36屆中國電影金雞獎                 | 最佳导演               | 烏爾善                                        | 提名 |
| 2023 | 第36屆中國電影金雞獎                 | 最佳男配角             | 李雪健                                        | 獲獎 |
| 2023 | 第36屆中國電影金雞獎                 | 最佳女配角             | 袁泉                                          | 提名 |
| 2023 | 第36屆中國電影金雞獎                 | 最佳摄影               | 王昱                                          | 獲獎 |
| 2023 | 第36屆中國電影金雞獎                 | 最佳美术               | 葉錦添                                        | 提名 |
| 2023 | 第36屆中國電影金雞獎                 | 最佳录音               | 楊江、趙楠                                    | 提名 |
| 2023 | 第36屆中國電影金雞獎                 | 最佳剪辑               | 黃爍、张嘉辉、杜媛                            | 提名 |
| 2024 | 第17屆亞洲電影大獎                   | 最佳造型設計           | 葉錦添                                        | 提名 |
| 2024 | 第17屆亞洲電影大獎                   | 最佳視覺效果           | 道格拉斯漢斯史密斯、Joshua BRYER、Jeremy BALL | 提名 |
| 2024 | 第17屆亞洲電影大獎                   | 最佳音響               | 楊江、趙楠                                    | 提名 |
| 2024 | 中国电影导演协会2020年至2023年度表彰 | 年度影片（2023年度）   | 《封神第一部：朝歌风云》                      | 獲獎 |
| 2024 | 中国电影导演协会2020年至2023年度表彰 | 年度导演（2023年度）   | 乌尔善                                        | 提名 |
| 2024 | 中国电影导演协会2020年至2023年度表彰 | 年度男演员（2023年度） | 李雪健                                        | 提名 |
| 2024 | 第37届大众电影百花奖                 | 最佳编剧               | 冉平、冉甲男、乌尔善、曹升                    | 提名 |
| 2024 | 第37届大众电影百花奖                 | 最佳导演               | 乌尔善                                        | 提名 |
| 2024 | 第37届大众电影百花奖                 | 最佳男配角             | 李雪健                                        | 獲獎 |
| 2024 | 第37届大众电影百花奖                 | 最佳女配角             | 袁泉                                          | 提名 |
| 2024 | 第37届大众电影百花奖                 | 最佳新人               | 于适                                          | 獲獎 |
| 2025 | 第20届华表奖                         | 优秀故事片奖           | 《封神第一部：朝歌風雲》                      | 獲獎 |
| 2025 | 第20届华表奖                         | 优秀电影音乐奖         | 蒙柯卓兰                                      | 提名 |

## 衍生網路劇
2018年8月30日，制片人杜扬在北京耐飞科技有限公司品牌战略发布会上宣布，北京耐飞科技有限公司將獨家發展“封神三部曲”系列电影的同名網路劇，並會採用電影原班主創人馬。

## 備註
1. ↑  截至2023年10月15日
2. ↑  截至2023年10月22日
3. ↑  截至2023年9月24日
4. ↑  电影原名“封神三部曲之妖乱国殇”。
5. ↑  影片删除郑伦窍中二气、降魔杵武器、火眼金睛兽坐骑等人物设定，改为普通武将，并删除崇黑虎角色。
6. ↑  影片删除九头雉鸡精、琵琶精两个角色。
7. ↑  影片将第十五回姜子牙下山情节，与第三十七回姜子牙上昆仑山携“封神榜”下山情节进行合并。
8. ↑  影片将第六回杜元铣与第二十五回黄飞虎的部份情节，改编到殷郊身上。
9. ↑  影片删除姜王后被妲己陷害并遭酷刑而死的情节。
10. ↑  影片删除比干遇见卖无心菜的女贩而死的情节。
11. ↑  影片删除黄飞虎角色，黄飞虎反出朝歌情节改编到姬发身上。

## 外部連結
- 封神第一部：朝歌风云的新浪微博
- 互联网电影数据库（IMDb）上《封神第一部：朝歌风云》的资料（英文）
- 豆瓣电影上《封神第一部：朝歌风云》的資料 （简体中文）
- 时光网上《封神第一部：朝歌风云》的資料（简体中文）
- 香港影庫上《封神第一部：朝歌风云》的資料（繁體中文）
- 封神第一部：朝歌风云 （页面存档备份，存于） - 貓眼電影
- 封神第一部：朝歌风云 bilibili频道 （页面存档备份，存于）